# Miguel López de Legazpi
Miguel López de Legazpi y Gurruchátegui, také známý jako El Adelantado a El Viejo (12. června 1502, Zumárraga – 20. srpna 1572, Manila), byl španělský mořeplavec, conquistador, první generální guvernér na Filipínách a v roce 1565 zakladatel jedné z prvních evropských osad v západním Tichomoří. Po jednání s domorodými kmeny filipínských ostrovů, ostrovy prohlásil za území španělské Koruny. Byl nejmladším synem Dona Juana Martíneze Lópeze de Legazpi a Dony Elviry de Gurruchátegui. V letech 1526 a 1527 pracoval jako radní v městské radě svého rodného města.

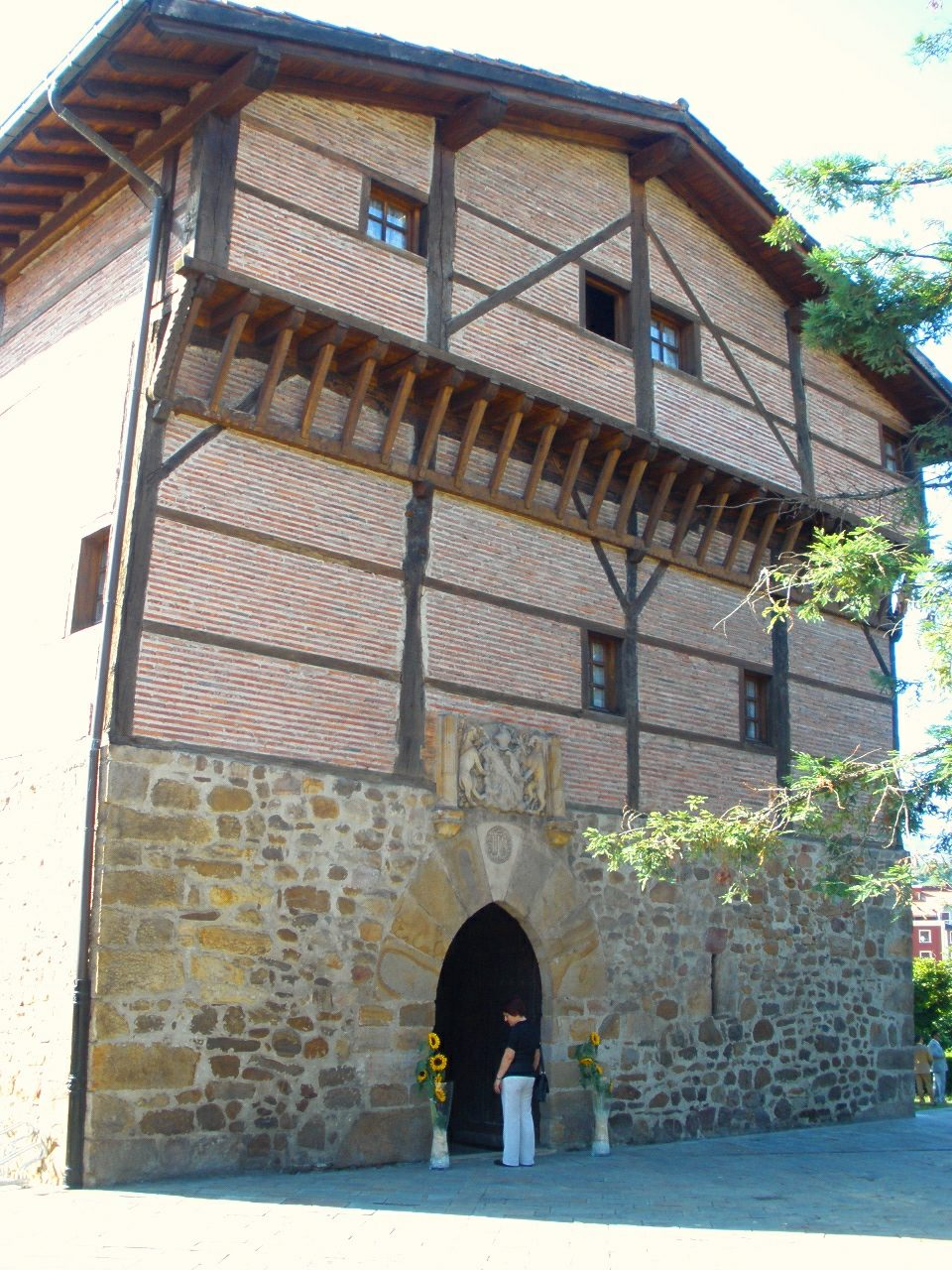
Rodný dům Miguela Lópeze de Legazpiho v Zumárragaze

## Cesta do Mexika
V roce 1528 Hernán Cortés započal zakládat osady v Severní Americe, a tak se rozhodl cestovat do Nového Španělska na území dnešního Mexika začít nový život. Pro cestu se rozhodl kvůli smrti svých rodičů a jeho nespokojenost s jeho nejstarším sourozencem, který zdědil rodinný majetek. Oženil se s Isabel Garcés, se kterou měl devět děti. V roce 1550 jeho Isabel zemřela. V roce 1564 byl králem Filipem II. Španělským pověřen místokrál Nového Španělska Luis de Velasco organizací výpravy do Tichého oceánu hledat ostrovy koření, o nichž zanechali zprávy mořeplavci Ferdinanda Magellana z roku 1521 a Ruy Lopez de Villalobos z roku 1543. Luis de Velasco pověřil právě Lópeze de Legazpiho vedením výpravy s příkazem, že nalezené ostrovy budou pojmenovány po španělském králi Filipu II. Filipínami. Místokrál Luis de Velasco zemřel v červenci roku 1564, ale Audiencie a López de Legazpi přesto dokončili přípravy na výpravu napříč Tichým oceánem. Dne 21. listopadu 1564 pět lodí a 500 vojáků vyplulo z přístavu Barra de Navidad v mexickém státě Jalisco v Novém Španělsku na západ do Tichého oceánu.

## Výprava na Filipíny
Výprava se plavila Tichým oceánem 93 dní. V roce 1565 přistáli v souostroví Mariany, kde nakrátko zakotvili, aby doplnili zásoby. Při doplňování zásob, však došlo k bojům s domorodými kmeny Chamorro, kterým Španělé vypalovali jejich obydlí. Dne 13. února 1565 výprava doplula na Filipíny k ostrovu Cebu. Po krátkém boji s nepřátelskými domorodci opustili ostrov a vydali se hledat potravu, vodu, zásoby a další zdroje. Dne 22. února 1565 se dostali k ostrovu Samar, poté jejich lodě pluly k pobřeží ostrova Bohol, kam dorazili 16. března 1565. Zde bylo domorodé obyvatelstvo přátelské, a tak s náčelníkem Datu Sikatunou připil z poháru krve, jako znamení přátelství mezi dvěma národy. Poté, co Španělé přesvědčili domorodce, že nejsou Portugalci, získali koření a zlato. Dne 27. dubna 1565 se Španělé plavili zpátky na znepřátelený ostrov Cebu, kde zaútočili na vesnice náčelníka Rajaha Tupase, který nakonec kapituloval. Španělé zde založili kolonie, které pojmenovali „Villa del Santisimo Nombre de Jesús“ a „Villa de San Miguel“. V roce 1568 poslal jednoho z jeho mužů zpět do Španělska, aby španělského krále informoval o jeho úspěších. On sám zůstal v Cebu a nedoprovázel ani svou výpravu během kolonizace Manily, kvůli svému zdravotním problémům a pokročilému věku. Na přání španělského krále v roce 1567 dorazilo na ostrov Cebu asi 2100 dalších Španělů a Mexičanů, kteří založili město a vybudovali přístav s pevností Fuerza de San Pedro, která se stala základnou pro obchod s Mexikem a ochranou před vzpourami domorodých obyvatel. V roce 1569 Španělé objevili ostrovy Panay a Mindoro, kde se setkali s čínskými piráty, kteří v této oblasti přepadávali lodě.

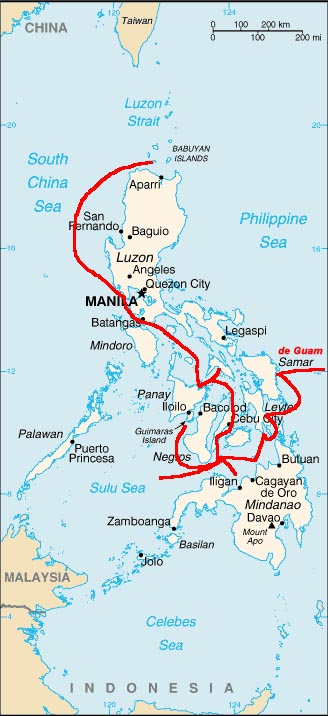
Mapa Filipín s vyznačenou cestou Miguela Lópeze de Legazpiho

## Náboženství
Domorodé kmeny na Filipínách praktikovali náboženství svých předků, hlavně v uctívání přírody. Úkolem Španělů bylo převést domorodé obyvatelé k náboženství římsko-katolickému. Kromě křtění domorodců, kterým dávali křesťanská jména přejmenovali ostrovy na „Filipinas“ – Filipíny na počest Filipa II. Španělského. Dne 8. května 1570 dorazili do Manila Bay. Tam byli vítáni domorodci. Vojáci se zde utábořili na několik týdnů, do doby než uzavřou dohodu s muslimským kmenovým náčelníkem Rajahem Sulaimanem III. Jednání nebyla úspěšná a dne 24. května 1570 co Španělé obsadili vesnice Tondo a Manila vypukla mezi těmito dvěma skupinami bitva. Ve stejném roce dorazili na Filipíny další Španělé. López de Legazpi rekrutoval 250 španělských vojáků a 600 domorodých bojovníků s kterými prozkoumal regiony Leyte a Panay, které si poté podmanil.

## Založení hlavního sídla
Dne 24. června 1571 v Manile uzavřel mír s kmenovými náčelníky Rajahem Sulaimanem III., Rajahem Sulaimanem II. a Rajahem Lakanem Dulou. Obě skupiny se dohodly na uspořádání městské rady, skládající se ze dvou starostů, dvanáct radních a sekretáře. Poté založil osadu a opevněné město Intramuros. Toto město prohlásil za sídlo španělské vlády ve východních nezávislých územích. S pomocí augustiniánů a františkánských mnichů založil vládu a stal se prvním španělským guvernérem na Filipínách. Jeho snahou bylo převést domorodé obyvatelé k křesťanskému náboženství.

## Smrt
Zemřel na srdeční selhání v Manile v roce 1572. Pohřben je v kostele San Agustin v Manile. Manila byla poctěna v roce 1574, kdy město získalo od španělského krále titul „Vážené, a stále věrné město Španělska“ (y Siempre Leal insigne Ciudad de España). Objevitelovo jméno nese město Legaspi.

## Dopisy králi Španělska
Během posledních roků svého života psal několik dopisů Filipovi II. o jeho cestě do Východní Indie, dobývání a svých úspěších. Tyto dopisy byly známé jako „Cartas al Rey Don Felipe II: sobre la expedicion, conquistas y de las Islas progresos Felipinas“ (Dopisy pro krále Filipa II: o expedici, dobytí a pokroku na filipínských ostrovech). Dopisy se dochovaly dodnes v archivu Indie v Seville ve Španělsku.